# Nepalska rupija
Nepalska rupija, ISO 4217: NPR je službeno sredstvo plaćanja u Nepalu. Označava se simbolom Rs a dijeli se na 100 paisa.
Nepalska rupija je uvedena 1932. godine, kada je zamijenila nepalski mohar, i to u omjeru 1 rupija za 2 mohara. Od 1993. vrijednost rupije je vezana u vrijednost indijske rupije u omjeru 1 indijska = 1,6 nepalskih rupija.
U optjecaju su kovanice od 1, 5, 10, 25, 50 paisa, te od 1, 2, 5, 10 rupija, i novčanice od 1, 2, 5, 10, 20, 25, 50, 100, 500 i 1000 rupija.